# الاتحاد الأوروبي والعلاقات اليمنية الأوروبية (كتاب)
الاتحاد الأوروبي والعلاقات اليمنية الأوروبية هو عنوان كتاب صدر حديثا للباحث والدبلوماسي السفير عبد الوهاب محمد إسماعيل العمراني، طبع في بيروت عن دار الشروق

## نبذه
حسب مقدم الكتاب ومراجعيه وقراءة فأنه يعتبر دراسة أكاديمية بامتياز ليس فقط لان مقدمي الكتاب هامتان وأكاديميان شهيران في عالم الثقافة والسياسة والحضور الأكاديمي ولكن بالنظر لمنهجية الكتاب من جهة وكثرة المراجع والمصادر من جهة أخرى زد على ذلك كثرة المعلومات حسب ما جاء في فهرس المؤلف فمن ناحية المصادر فقد زادت المراجع التي استقى منها الباحث عن ستون كتابا، وكان الدكتور والأكاديمي عبد الحكيم عبد الوهاب السماوي الرئيس السابق لقسم العلوم السياسية بجامعة صنعاء وهو من اشرف على تأليف الكتاب وأول من قرأه عندما كان لايزال بصورة مسودة ومشروع كتاب ومن ملاحظاته حول الكتاب بقوله «..انه يعتبر مرجعا لاغنى عنه لكل دبلوماسي وطالب وباحث وأعلامي
حيث يستند لمعلومات غنية مستقاه من نحو ستون مرجعا، ويعتبر كتابا أكاديميا بكل معنى الكلمة، مضيفا بأن هذا المؤلف يقدم تحليلا وافيا وراقيا لظروف نشأة وتطور مؤسسات الاتحاد الأوروبي وكذا مؤسساته الهيكلية ونشاطه الاندماجي التدرجي منذ بداية خمسينيات القرن المنصرم عندما تم ترجمة مبادئ الاب الروحي للاتحاد الأوروبي(روؤبيرشومان) وزير خارجية فرنسا حينها التي عرفت بأرائها الديجولية في استقلال فرنسا وأوروبا من النفوذ الأمريكي سياسيا واقتصاديا من خلال مشروع مارشال لإعادة أعمار القارة الأوروبية بعد ما دمرتها الحرب العالمية الثانية وتوفير حماية امنة من خلال حلف الناتو. »
ومما قاله الدكتور عبد الحكيم السماوي في مقدمة الكتاب « بأن القارئ سيستفيد من تجربة الكاتب في حضورة مؤتمرات وندوات في تلك العواصم التي عمل بها فضلا عن تلمسه لهموم وقضايا الجاليات العربية والإسلامية منها خصوصا ظروف الهجرة لتلك الدول وهو بذلك ينقل لنا بالرصد والتحلل موثقا ببيانات علمية وإحصائيات عن عدد الجاليات في كل بلد أوروبي . »
بينما قدم الكتاب الدكتور حسين عبد الله العمري وهو وزير خارجية يمني سابق ونجل آخر رئيس وزراء في عهد ملك اليمن الراحل الإمام يحى حميد الدين، ومما قاله الدكتور حسين العمري في مقدمة الكتاب «..لقد عرفت الصديق والباحث المؤلف عبد الوهاب العمراني باحثا وناقدا وله نشاط ثقافي ملحوظ، وعرفته متدرجا بل ومغبونا في وزارة الخارجية، حيث لم يعطَ حقه رغم مؤلفاته وتخصصه وثقافته الواسعة ويضيف بأن انعكاس خبرة الباحث كدبلوماسي محترف لما يقارب الثلاثون عاما قد أضفت لاشك تحليلا وافيا في معظم محاور الكتاب وبالتالي المصداقية والموضوعية، وبهذا يكون قد أضاف للمكتبة اليمنية والعربية مؤلفا مميزا وإضافة نوعية في الدبلوماسية اليمنية في موضوع هام وفي صلب تخصصه الأكاديمي من منظور العلاقات العربية الأوروبية كدول ومؤسسة الاتحاد الأوروبي ويعتبر هذا الجهد الاكاديمي في توثيق العلاقات اليمنية الأوروبية ليس فقط في الفترة التي تناولها الكتاب العشرون عاما من 1990م وحتى 2010م بل الأمر تعدى ذلك بخلفية تاريخية رائعة تعود لعقود مضت أي منذ تأسيس الدولة اليمنية الملكية وحتى عام 2010 م ومن هنا فيمكن وصفه بأنه الكتاب الوحيد والشامل الذي تضمن برؤية دبلوماسية لكاتب محترف متخصص وبعمق وبتفصيل ووضوح .»

## مضمون الكتاب
تضمن الكتاب في سياقة علاقات الاتحاد الأوروبي الدولية لاسيما بالقوة العظمى الولايات المتحدة في إطار ماعرف بسياسية الأحادي القطبية والتي جأءت على أنقاض نظام ثنائي القطبية ومفصلا انعكاس تلك العلاقات الأوروبية الأمريكية على جملة من قضايا المنطقة العربية ولاسيما القضية الفلسطينية والشأن العراقي وقضايا سوريا ولبنان الخ ناهيك عن مواضيع أخرى لا تقل أهمية كالحوار العربي الأوروبي وكذلك الشراكة الأوربية المتوسطية فيما عرف بالية برشلونة، ولم يغفل الباحث أكثر المواضيع أهمية وهي تحليله الرائع لعلاقات الاتحاد الأوروبي باليمن في المسارين السياسي والاقتصادي، والذي تضمن جزأ كبير من الكتاب.
والكتاب حسب رؤية مقدميه يعتبر في الغالب موجه لنوعية خاصة من النُخب المثقفة ولاسيما تلك التي تعمل في السلك الدبلوماسي والإعلاميين والأكاديميين لأنه بحق يعتبر مرجع لكل هؤلاء لما يتعلق بتاريخ وسياسة ومواقف الاتحاد الأوروبي كمؤسسة ومنظمة إقليمية وكيفية صنع القرار داخل الاتحاد الأوروبي، ناهيك عن مواضيع أخرى لا تقل أهمية حيث تضمنت بعض الفصول تناول الجالية العربية في بلدان الاتحاد الأوروبي ومن جهة أخرى يبحث في موضوع الخوف غير المبرر لدى بعض شرائح المجتمعات الأوروبية من انتشار الإسلام في تلك البلدان، ويفرد المؤلف مساحة كبيرة في كتابه للحديث عن العلاقات اليمنية الأوروبية كأنموذج للشراكة العربية الأوروبية، فضلاً عن مواضيع لا تقل أهمية، منها مشاكل الأقليات الإسلامية في أوروبا بعد انتشار ما عرف لدى الغرب بظاهرة الإسلام فوبيا، والحوار العربي الأوروبي.

ومما جاء في مقدمة دار النشر : 
| الاتحاد الأوروبي والعلاقات اليمنية الأوروبية (كتاب) | لا نجافي الحقيقة ، بالقول بأن المكتبة العربية واليمنية خصوصا تفتقر لهذا النوع من الكتب المتخصصة والتي تتناول مفردات تفصيلية للتجمعات والعلاقات الإقليمية والدولية. والمتصفح لهذا الكتاب يُخيل إليه بأنه أمام موسوعة مصغرة لكل ما يتعلق بالاتحاد الأوروبي رصداً وتحليلاً بدأ بنشأة الاتحاد الأوروبي ومراحل تطور هياكله ومؤسساته وآلية صنع القرار فيه وعلاقاته الدولية وانعكاساتها على قضايا متوسطية كالقضية الفلسطينية وغيرها كما أفرد الكاتب فصلاً كاملاً للعلاقات اليمنية الأوروبية كأنموذج للشراكة العربية الأوروبية، فضلاً عن مواضيع لا تقل أهمية تضمنها الكتاب، منها مشاكل الأقليات الإسلامية في أوروبا بعد انتشار ما عرف لدى الغرب بظاهرة الإسلام فوبيا والحوار العربي الأوروبي...الخ. | الاتحاد الأوروبي والعلاقات اليمنية الأوروبية (كتاب) |

## الجانب المهم في الكتاب
تأتي أهمية الكتاب لكون الباحث ليس بمعزل عن مضمون الكتاب ليس فقط لأنه دبلوماسي بل لأنه عمل في صلب موضوع البحث لعدة سنوات سواء كان مختصا عن العلاقات اليمنية الأوروبية في الخارجية اليمنية أو في بعثاتها في الخارج حيث عمل أربع سنوات كنائب للسفير اليمني في سفارة الجمهورية اليمنية في بروكسل والاتحاد الأوروبي ، وبهذا فقد تعامل مع مؤسسات الاتحاد الأوروبي عن قرب بصورة شبه يوميه وتمكن من حضور جلسات وورش عمل وحضور مؤتمرات أو ندوات سياسية وفكرية كان قد نظمتها المفوضية الأوروبية في بروكسل ويحضرها اغلب الدبلوماسيين المعتمدين في العاصمة البلجيكية، لاسيما تلك الندوات والفعاليات التي تتناول حقوق الإنسان والعلاقات العربية الأوروبية وحوار الأديان وصراع الحضارات، وقضايا وهموم الجاليات العربية والإسلامية في بلدان الاتحاد الأوروبي. » والكاتب عضو نقابة الصحفيين اليمنيين ونشرت له دراسات وأبحاث ومقالات صحفية منذ أكثر من ثلاثون عاماً في صحف ومجلات يمنية وعربية.

## الجزء الثاني من الكتاب
أما الجزء الثاني من الكتاب فقد تناول العلاقات اليمنية الأوروبية منذ عقود بل ان بعضها تعود لعشرينيات القرن الماضي عند تأسيس المملكة اليمنية المتوكلية التي جأت بعد رحيل الاحتلال العثماني غداة الحرب العالمية الأولى ، وقد تضمن علاقات اليمن السياسية والاقتصادية والدبلوماسية مع اغلب بلدان الاتحاد الأوروبي ولاسيما تلك الدول الفاعلة في أوروبا، كبريطانيا وفرنسا وإيطاليا وألمانيا وغيرها.
بينما افرد الباحث الفصل الأخير للبحث عن جذور وأفاق ومستقبل العلاقات بين الاتحاد الأوروبي كمؤسسة وبين اليمن خلال عقدين من الزمن أي منذ إعلان الدولة اليمنية الموحدة وحتى 2010 م تناول تفاصيل ومحطات مهمة في تلك العلاقات منهين الفصل برؤية وتطلعات لمستقبل العلاقات اليمنية الأوروبية ووقوف الاتحاد الأوروبي مع اليمن في مشكلاته المتلاحقة.
وتجدر الإشارة بأن نحو ثلثي الكتاب قد تناول العلاقات اليمنية مع الاتحاد الأوروبي كمؤسسة ومع دول أوروبا منفردة، وقد كان هذا الجزاء في البداية بحث طويل اعده المؤلف خصيصا لمجلس الشورى اليمني ، ونال اعجاب رئيس المجلس والاعضاء وتم استدعاء عنصرين مختصين من الخارجية اليمنية هما رئيس دائرة أوروبا ومدير إدارة الاتحاد الاروروبي في ذلك الوقت الاستاذ عبد الوهاب العمراني مؤلف الكتاب وتم شرح الدراسة على مدى يومين من على منصة المجلس ونوقشت وغطت تلك المداخلات اعلامياً وفحواها اشادة المجلس بتوجهات السياسية الخارجية لليمن في توطيد العلاقات مع الاتحاد الأوروبي.

## فهرس الكتاب
| فصول الكتاب |
| --- |
| |
| |
| الفصل الأول : الظروف الدولية لنشأة الاتحاد وتطور مؤسساته.                                                                                           |
| الفصل الثاني: السياسة الخارجية للاتحاد الأوروبي. |
| الفصل الثالث: للعلاقات الأوروبية المتوسطية |
| الفصل الرابع: الصراع بين الشرق والغرب. |
| الفصل الخامس : نموذج للشراكة العربية الأوروبية مع اليمن نموذجاً. وصراع الحضارات، وقضايا وهموم الجاليات العربية والإسلامية في بلدان الاتحاد الأوروبي. |